# Campeonato Asiático de Taekwondo de 2024
El XXVI Campeonato Asiático de Taekwondo se celebró en Đà Nẵng (Vietnam) en 2024 bajo la organización de la Unión Asiática de Taekwondo.
En total se disputaron en este deporte dieciséis pruebas diferentes, ocho masculinas y ocho femeninas.

## Resultados

### Masculino
| Evento | Oro                          | Plata                        | Bronce                                                        |
| ------ | ---------------------------- | ---------------------------- | ------------------------------------------------------------- |
| –54 kg | Riad Hamdi Arabia Saudita    | Shahzaib Khan Pakistán       | Jajonguir Judayberdiev Uzbekistán Yang Hui-Chan Corea del Sur |
| –58 kg | Mehdi Hayimusai Irán         | Park Tae-Joon Corea del Sur  | Abolfazl Zandi Irán Bae Jun-Seo Corea del Sur                 |
| –63 kg | Jang Jun Corea del Sur       | Napat Sritimongkol Tailandia | Matin Rezaei Irán Zhang Hao China                             |
| –68 kg | Jin Ho-Jun Corea del Sur     | Banlung Tubtimdang Tailandia | Chiu Yi-Jui China Taipéi Diyorbek Tujliboev Uzbekistán        |
| –74 kg | Lee Sang-Ryeol Corea del Sur | Kim Tae-Wook Corea del Sur   | Cai Zhaoxun China Najmiddin Kosimjojiev Uzbekistán            |
| –80 kg | Jasurbek Jaysunov Uzbekistán | Ali Joshravesh Irán          | Saleh El-Sharabati Jordania Seo Geon-Woo Corea del Sur        |
| –87 kg | Mohamad Yazdani Irán         | Mohamad Yazdani Irán         | Fahed Sbeihi Jordania Meng Mingkuan China                     |
| +87 kg | Arian Salimi Irán            | Park Woo-Hyeok Corea del Sur | Wang Yaoxi China Lee Meng-En China Taipéi                     |

### Femenino
| Evento | Oro                           | Plata                                    | Bronce                                                 |
| ------ | ----------------------------- | ---------------------------------------- | ------------------------------------------------------ |
| –46 kg | Wang Shiyi China              | Kamonchanok Seeken Tailandia             | Saeideh Nasiri Irán Kang Mi-Reu Corea del Sur          |
| –49 kg | Wang Xiaolu China             | Panipak Wongpattanakit Tailandia         | Kang Bo-Ra Corea del Sur Trương Thị Kim Tuyến Vietnam  |
| –53 kg | Dunya Abutaleb Arabia Saudita | Chutikan Jongkolrattanawattana Tailandia | Su Po-Ya China Taipéi Park Hye-Jin Corea del Sur       |
| –57 kg | Kim Yu-Jin Corea del Sur      | Mariya Sevostyanova · Kazajistán         | Lin Wei-Chun China Taipéi Laetitia Aoun Líbano         |
| –62 kg | Sasikarn Tongchan Tailandia   | Feruza Sadikova Uzbekistán               | Phạm Ngọc Châm Vietnam Chang Jui-En China Taipéi       |
| –67 kg | Bạc Thị Khiêm Vietnam         | Song Jie China                           | Chiu Shao-Hsuan China Taipéi Kwak Min-Ju Corea del Sur |
| –73 kg | Myeong Mi-Na Corea del Sur    | Melika Mirhoseini Irán                   | Gulsanam Alijonova Uzbekistán Xiao Shunan China        |
| +73 kg | Xu Lei China                  | Song Da-Bin Corea del Sur                | Rodali Barua India Svetlana Osipova Uzbekistán         |

## Medallero
| Núm. | País           | Oro | Plata | Bronce | Total |
| ---- | -------------- | --- | ----- | ------ | ----- |
| 1    | Corea del Sur  | 5   | 4     | 7      | 16    |
| 2    | Irán           | 3   | 3     | 3      | 9     |
| 3    | China          | 3   | 1     | 5      | 9     |
| 4    | Arabia Saudita | 2   | 0     | 0      | 2     |
| 5    | Tailandia      | 1   | 5     | 0      | 6     |
| 6    | Uzbekistán     | 1   | 1     | 5      | 7     |
| 7    | Vietnam        | 1   | 0     | 2      | 3     |
| 8    | Kazajistán     | 0   | 1     | 0      | 1     |
| 8    | Pakistán       | 0   | 1     | 0      | 1     |
| 10   | China Taipéi   | 0   | 0     | 6      | 6     |
| 11   | Jordania       | 0   | 0     | 2      | 2     |
| 12   | India          | 0   | 0     | 1      | 1     |
| 12   | Líbano         | 0   | 0     | 1      | 1     |
|      | TOTAL          | 16  | 16    | 32     | 64    |